# Aplidium breviventer
Aplidium breviventer är en sjöpungsart som beskrevs av Monniot 200. Aplidium breviventer ingår i släktet Aplidium och familjen klumpsjöpungar. Inga underarter finns listade i Catalogue of Life.